# Кубок Лихтенштейна по футболу 1996/1997
Кубок Лихтенштейна по футболу 1996/97 (нем. Liechtensteiner Cup 1996/97) — 52-й сезон ежегодного футбольного соревнования в Лихтенштейне. Победитель кубка квалифицируется в квалификационный раунд Кубок УЕФА 1997/98. Обладателем кубка в 11-й раз в своей истории стал «Бальцерс».

## Первый раунд
Матчи состоялись в сентябре 1996 года.
| Хозяева       | Счёт | Гости          |
| ------------- | ---- | -------------- |
| Тризен II     | 0:7  | Бальцерс       |
| Тризенберг II | 2:0  | Эшен-Маурен II |
| Руггелль II   | 2:0  | Шан II         |
| Вадуц II      | 2:5  | Шан            |
| Руггелль      | 0:2  | Тризен         |
| Тризенберг    | 1:4  | Эшен-Маурен    |

## 1/4 финала
Матчи состоялись 15 октября 1996 года.
| Хозяева     | Счёт | Гости       |
| ----------- | ---- | ----------- |
| Тризен II   | 0:7  | Бальцерс    |
| Бальцерс II | 1:3  | Эшен-Маурен |
| Шан         | 0:2  | Тризен      |
| Руггелль II | 0:14 | Вадуц       |

## 1/2 финала
Матчи состоялись 15 апреля 1997 года.
| Хозяева     | Счёт           | Гости    |
| ----------- | -------------- | -------- |
| Эшен-Маурен | 4:4 (1:3 пен.) | Бальцерс |
| Тризен      | 1:2            | Вадуц    |

## Финал
Финал состоялся 8 мая 1997 года на стадионе Шпортплац Блуменау в Тризене.
| Хозяева  | Счёт       | Гости |
| -------- | ---------- | ----- |
| Бальцерс | 3:2 (д.в.) | Вадуц |